# Gerhard Opitz (Maler)
Gerhard Opitz (* 14. April 1942 in Hochdonn (Holstein); † 29. Juni 1999 in Tuttlingen) war ein deutscher Maler und Objektkünstler.

## Leben
Opitz wuchs in Dithmarschen und Hamburg auf. Er absolvierte zunächst eine Ausbildung zum Dekorateur bei der Karstadt AG in Hamburg und wandte sich dann der freien künstlerischen Betätigung zu. 1970 übersiedelte er nach Stuttgart. Ab 1972 wirkte er in Tuttlingen als freischaffender Künstler. Es folgten ab 1977 zahlreiche Ausstellungen und Ausstellungsbeteiligungen.
1983 erhielt er nach einem Wettbewerb den Auftrag für die künstlerische Gestaltung des Foyers im Neubau des Rathauses der Stadt Tuttlingen (Kreation des Wandbildes „Schichten“ sowie einer abstrakten Großplastik aus Eisen und Edelstahl).
Opitz heiratete 1969 und hatte einen Sohn und eine Tochter, die 1979 tödlich verunglückte. Gerhard Opitz erlag 1999 einem Krebsleiden.

## Werk
Das Gesamtwerk weist eine breite Gestaltungsvielfalt von überwiegend experimentellen Arbeiten mit unterschiedlichen, ungewöhnlichen Materialien und Techniken auf; es steht im Zeichen seiner Leitbilder wie Beuys, Tapiès, Rauschenberg, Zangs, der Gruppen „Fluxus“ und „Zéro“, aber auch der italienischen Strömung der „arte povera“, besticht allerdings durch genuine, eigenwillige und innovative Werkgestaltungen. Das Œuvre umfasst Hunderte von großformatigen Tuchobjekten, Materialbildern, Metallplastiken, Malereien, Zeichnungen und Collagen. Anlässlich der einen Besucherrekord verzeichnenden Opitz-Gedenkausstellung in der Städtischen Galerie Tuttlingen im Januar 2001 würdigte der Oberbürgermeister der Stadt das künstlerische Engagement und Werk mit folgenden Worten: „Der Besucheransturm zeige die große Wertschätzung, die die Tuttlinger dem 1999 verstorbenen Künstler entgegenbringen. Er hat die regionale Kunstszene mitgestaltet und mitgeprägt. Opitz sei Anfang der 70er Jahre einer der Motoren gewesen, dass moderne Kunst in Tuttlingen überhaupt wahrgenommen und ausgestellt wurde.“
Weitere Arbeiten befinden sich in öffentlichem Besitz (Staatsgalerie Stuttgart, Landratsamt Tuttlingen, Ministerium für Wissenschaft, Forschung und Kunst Stuttgart, Regierungspräsidium Freiburg, Stadt Bex, Städtische Kunstsammlung Gelsenkirchen). Er war Mitglied im Künstlerbund Baden-Württemberg.